# Lambchop

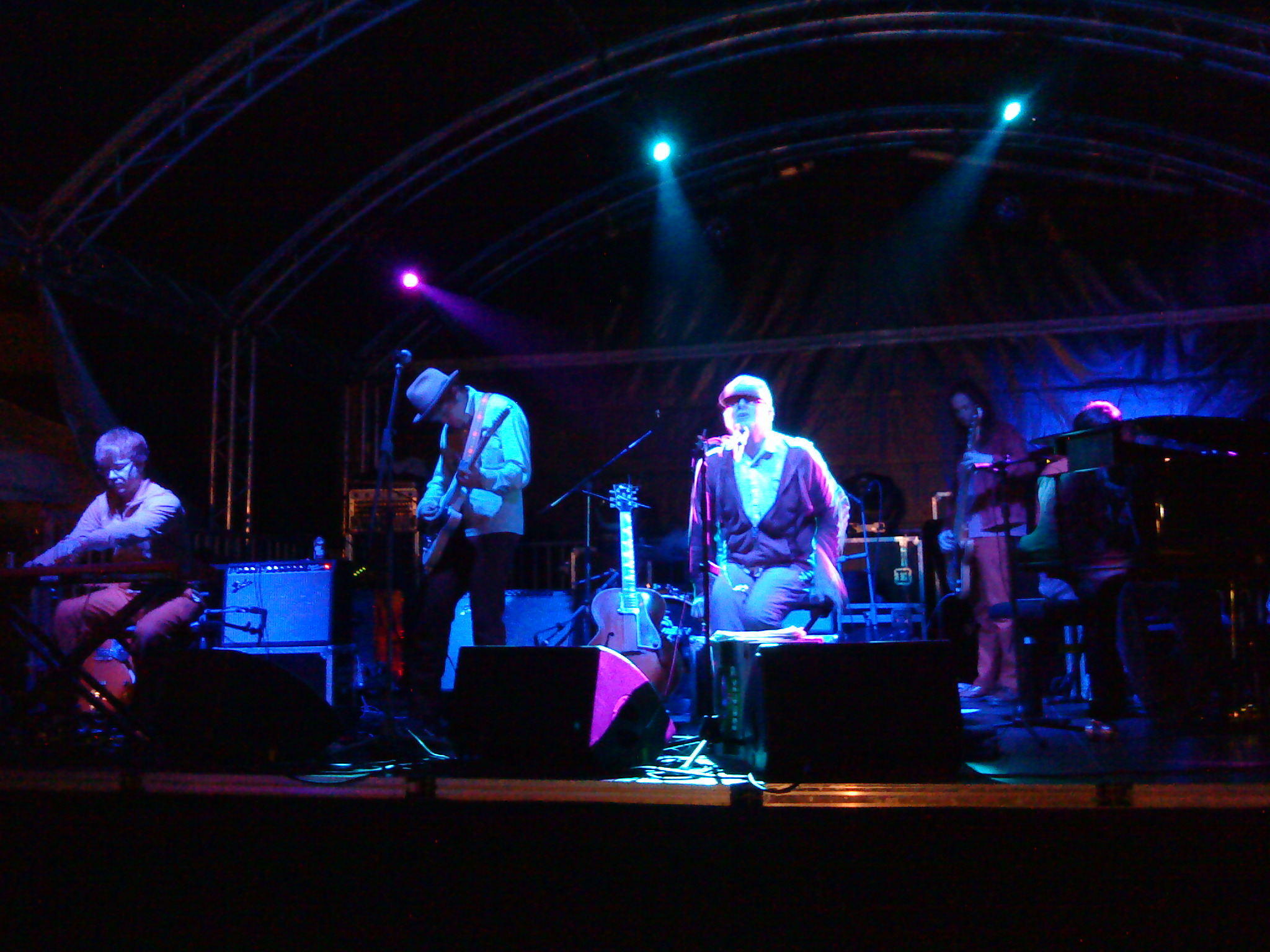
Lambchop em ano 2009

Lambchop, chamada originalmente de Posterchild, é uma banda de Nashville, Tennessee.
Eles são por vezes associados ao gênero country alternativo. O website Allmusic faz referência ao grupo como sendo indiscutivelmente o grupo americano mais consistentemente brilhante e único a surgir na década de 1990.
Lambchop não possui uma formação tradicional. Seus membros fazem parte de um coletivo de músicos que trabalham com a figura criativa central Kurt Wagner. 
A banda inicialmente apostava no country tradicional, mas com o passar do tempo foi recebendo influências vindas de diversas esferas musicais, tais como post-rock, soul music e lounge music.
As letras de Wagner são sutis e ambíguas e os vocais são melódicos. A revista de música americana American Songwriter Magazine descrever as letras como espirituosas e profundamente perspicazes.
Eles foram a banda convidada de Vic Chesnutt no seu álbum de 1998 1998 The Salesman and Bernadette.
O baixista Marc Trovillion morreu de ataque do coração em outubro de 2013 aos 56 anos.